# 김학원 (정치인)
김학원(金學元, 1947년 10월 15일~2011년 5월 22일)은 대한민국의 법조인 출신 정치인이다. 제15·16·17대 국회의원을 지냈다.

## 생애
서울지방법원 판사로 활동하던 1994년 민주자유당 성동구 을 지구당위원장 직무대리로 정계에 입문했으며, 15대 총선에서 야당의 차기 대권주자로 떠오르던 새정치국민회의 조세형 의원을 꺾고 원내에 입성했다.
이 후 15대 대선을 앞두고 대학동기 이인제를 지지하면서 국민신당 창당에 참여했다가 자유민주연합에 입당했으며, 김종필 국무총리의 지역구인 부여군을 물려받아 3선을 기록한 뒤 자민련의 마지막 대표로 있다가 2006년 한나라당과의 합당을 성사시키고 한나라당 최고위원이 되었다.
그 후 제18대 총선에서 김학원은 자유선진당의 이진삼 전 체육청소년부 장관과 격돌하였고, 선거 전 여론조사나 선거 당일 출구조사에 의거하면 김학원의 당선이 유력했으나 개표결과는 1만표 이상의 참패였다. 개표결과를 부여군, 청양군으로 나누어 집계한 결과 선거구를 승계해 주었던 김종필의 고향인 부여군은 물론 본인의 고향인 청양군에서조차 패배한 것으로 나타났다.
2011년 5월 22일, 디스크 수술 후 입원 치료를 받던 중 합병증으로 사망하였다.

## 학력
- 청남초등학교 졸업
- 부여중학교 졸업
- 공주사범대학 부속고등학교 졸업
- 1972년 서울대학교 법과대학 LL.B.

## 역대 선거 결과
|  | 43.57% |

|  | 64.99% |

|  | 65.42% |

|  | 38.08% |

## 소속 정당
| 소속 정당 | 소속 정당    | 소속 기간 | 비고                |
| --------- | ------------ | --------- | ------------------- |
|           | 민주자유당   | 1994~1995 | 정계 입문           |
|           | 신한국당     | 1995~1997 | 당명 변경           |
|           | 무소속       | 1997      | 탈당                |
|           | 국민신당     | 1997~1998 | 창당                |
|           | 무소속       | 1998      | 탈당                |
|           | 자유민주연합 | 1998~2006 | 입당                |
|           | 한나라당     | 2006~2008 | 합당                |
|           | 무소속       | 2008~2011 | 탈당 정계 은퇴 사망 |

## 같이 보기
- 성동구 을 (1988년 선거구)
- 서울 성동구의 국회의원
- 부여군 (1988년 선거구)
- 부여군의 국회의원
- 부여군·청양군
- 청양군의 국회의원